# Stambyte

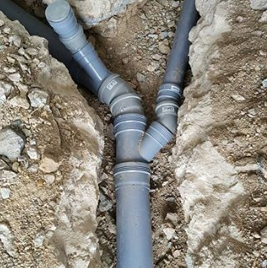
Avloppsrör som bytts ut under stambyte

Ett stambyte är byte av huvudledningar, avlopps- och vattenledningar, vid lägenhetsrenovering.

## Intervall
Ett stambyte kan bli aktuellt av olika skäl, exempelvis ett ökande antal vattenskador från läckande rör eller att badrummen har brister i tätskikt och att stambytet görs samtidigt för att inte behöva renovera badrum efter kort tid för att stambyte ska ske. Stambyte sker oftast efter 30-60 år från när huset byggdes eller när tidigare stambyte gjordes.

## Utförande
Den tid som boende påverkas av, själva renoveringstiden, där hantverkare  är i hemmet kan vara från sex till uppemot tio veckor. Men arbetsljud från närliggande lägenheter kan vara flera månader beroende på hur många lägenheter det finns i trappuppgången eller är i anslutning till lägenheten. De flesta byggföretag låter boende bo kvar i sitt hem. Toalett och dusch är under dessa veckor bortkopplade vilket innebär att de boende behöver gå till tillfälliga toaletter som byggs upp i närheten. Det kan vara baracker på innergården eller liknande.